# Ursus ingressus
Ursus ingressus — вимерлий вид родини Ursidae, який жив у Центральній Європі в пізньому плейстоцені. Названа на честь печери Гамсульцен в Австрії, де був знайдений голотип цього виду.

## Опис
Ursus ingressus був великим ведмедем з масивними, громіздкими кінцівками. Він був більшим за Ursus spelaeus, який, за оцінками, важив у середньому від 350 до 600 кг (чоловічий екземпляр).

## Поведінка
Деякі дослідження припускають, що печерний ведмідь Гамсульзен був травоїдним. Інші дослідження припускають, що Ursus ingressus був всеїдним. Однак було також припущено, що звички харчування печерних ведмедів можуть сильно відрізнятися залежно від середовища.
Черепи з укусами з печери Зоолітен у Німеччині говорять про те, що Ursus ingressus вступив у конфлікти з іншими великими хижими тваринами пізнього плейстоцену Європи, такими як печерний лев (Panthera leo spelaea) або печерна гієна (Crocuta crocuta spelaea).

## Середовище проживання
Здебільшого він був знайдений в регіонах із середніми та високими висотами і, ймовірно, був пристосований до континентального середовища з холодним і посушливим кліматом.

## Еволюція і вимирання
Ursus ingressus і Ursus spelaeus еволюціонували від Ursus deningeri і, ймовірно, розійшлися між 173 000 і 414 000, або, можливо, цілих 600 000 років тому. Деякі дослідження все ще ставлять під сумнів, чи U. ingressus і U. spelaeus є окремими видами, замість цього розглядають їх як підвиди одного виду. Ursus ingressus пережив U. spelaeus приблизно на 1000—2000 років, місцево замінивши цей вид, але також вимер приблизно 30 000 років тому, якраз до останнього льодовикового максимуму. Причини їх зникнення досі обговорюються, а як можливі причини пропонуються зміни клімату та полювання людей.